# 週刊ワイドコロシアム
『週刊ワイドコロシアム』（しゅうかんワイドコロシアム）は、2000年4月23日から9月10日までテレビ朝日系にて毎週日曜18:56 - 19:56(JST)に放送されていた情報番組である。

## 番組概要
一年以上の長期放送が構想されていた『神出鬼没!タケシムケン』が視聴率の低迷によりちょうど一年で打ち切りとなったため、実質的なつなぎ番組として開始。
この日曜日のゴールデン枠に情報番組が組まれたのは、1994年10月から1995年3月までに19:30-20:54に連続して放送された『象印ニュースクイズ パンドラタイムス』と『TVダイジェスト』以来のことである。1週間分のニュースや話題をワイドショー的な切り口で取り上げる番組でレギュラーの一人である泉谷しげるが自らが事件の取材に出向く「泉谷が行く」というコーナーなどがあった。
しかし、硬派な内容が多く視聴率的には苦戦、番組は半年で終了となった。この枠の情報番組路線は『ザ・スクープ』の枠移動（『スクープ21』に改題）という形で引き継がれるがこちらも1年でローカル枠降格の憂き目を見ることになる（『ザ・スクープ』においては単発番組として全国放送に戻っている）。

## 出演者
- 三宅裕司
- 泉谷しげる
- 黒鉄ヒロシ
- 上原さくら
- 高橋真紀子（テレビ朝日アナウンサー）

## ネット局
| 放送対象地域  | 放送局           | 系列           | 備考   |
| ------------- | ---------------- | -------------- | ------ |
| 関東広域圏    | テレビ朝日       | テレビ朝日系列 | 制作局 |
| 北海道        | 北海道テレビ     | テレビ朝日系列 |        |
| 青森県        | 青森朝日放送     | テレビ朝日系列 |        |
| 岩手県        | 岩手朝日テレビ   | テレビ朝日系列 |        |
| 宮城県        | 東日本放送       | テレビ朝日系列 |        |
| 秋田県        | 秋田朝日放送     | テレビ朝日系列 |        |
| 山形県        | 山形テレビ       | テレビ朝日系列 |        |
| 福島県        | 福島放送         | テレビ朝日系列 |        |
| 新潟県        | 新潟テレビ21     | テレビ朝日系列 |        |
| 長野県        | 長野朝日放送     | テレビ朝日系列 |        |
| 静岡県        | 静岡朝日テレビ   | テレビ朝日系列 |        |
| 石川県        | 北陸朝日放送     | テレビ朝日系列 |        |
| 中京広域圏    | 名古屋テレビ     | テレビ朝日系列 |        |
| 近畿広域圏    | 朝日放送         | テレビ朝日系列 |        |
| 広島県        | 広島ホームテレビ | テレビ朝日系列 |        |
| 山口県        | 山口朝日放送     | テレビ朝日系列 |        |
| 香川県 岡山県 | 瀬戸内海放送     | テレビ朝日系列 |        |
| 愛媛県        | 愛媛朝日テレビ   | テレビ朝日系列 |        |
| 福岡県        | 九州朝日放送     | テレビ朝日系列 |        |
| 長崎県        | 長崎文化放送     | テレビ朝日系列 |        |
| 熊本県        | 熊本朝日放送     | テレビ朝日系列 |        |
| 大分県        | 大分朝日放送     | テレビ朝日系列 |        |
| 鹿児島県      | 鹿児島放送       | テレビ朝日系列 |        |
| 沖縄県        | 琉球朝日放送     | テレビ朝日系列 |        |

## 備考
- 生放送番組であるという性質上、『ゴールデンナイター』（野球中継）の放送が予定されている日曜日については、放送予定試合の有無に関わらず本番組を休止。そのため、雨天中止時にはこの時間を単発特番に充てることになっていた。
- 泉谷自らがこの番組における事件取材を一冊の本にまとめたものが『とぎすまされた六感』というタイトルで2001年にエム・ウェーブから出版されている。
- 2000年8月6日放送分の熊本の病院関係者死亡事故を取り上げた際、保険金目当てで故意に事故を起こしたかのように放送されたと病院側が抗議、最終的には病院側がBRC（現・BPO）（放送と人権等権利に関する委員会）に申し立て、2002年3月にはBRCがテレビ朝日に報道における十分な裏付けと放送上の配慮を求める事態となった。